# Sct. Jørgens Vej (Viborg)
Sct. Jørgens Vej er en lille vej i Viborg. Den er cirka 200 meter lang og går fra rundkørslen i vest ved Heibergs Allé, Toldbodgade, Dumpen og Ll. Sct. Peder Stræde, ned mod rundkørslen i øst hvor Ll. Sct. Mikkels Gade krydser og Søndersøparken kommer modsat ned mod Søndersø.
Sct. Jørgens Vej er opkaldt efter Sankt Jørgen, og gaden fik sit nuværende navn i 1951. I 1800'erne hed gaden "Lille Dump" eller "Dumpen til Søen". Viborg første banegård lå umiddelbart øst for gaden, og fra 1884 blev den navngivet "Jernbanegade". Da den nye Viborg Station i 1896 blev indviet, kom gaden igen til at hedde "Lille Dump". I 1902 kom gaden for første gang til at hedde Blichersvej og siden 1951 det nuværende.
På det meste af den sydlige side af vejen, opførte Boligselskabet Sct. Jørgen i årene 1948-51 boligbyggeriet Mikkelgården med over 100 lejemål i husnumrene 2-22. Boligblokkene ligger på arealet i mellem gaden og Regionshospitalet Viborg. Den store røde murstensbygning i nummer 28-30, på hjørnet til Ll. Sct. Mikkels Gade, fungere blandt andet som udslusningsboliger for psykisk syge, i samarbejde med psykiatrisk hospital der er beliggende lige overfor rundkørslen.